# دايسوكي إيتو
دايسوكي إيتو (باليابانية: 伊藤 大介) (مواليد 18 أبريل 1987)، هو لاعب كرة قدم ياباني سابق كان يلعب كلاعب وسط.

## وصلات خارجية
- دايسوكي إيتو على موقع رابطة كرة القدم اليابانية للمحترفين (اليابانية)
- دايسوكي إيتو على موقع قاعدة بيانات كرة القدم.إي يو (الإنجليزية)
- دايسوكي إيتو على موقع Soccerway.com (الإنجليزية)
- دايسوكي إيتو على موقع عالم كرة القدم.نت (الإنجليزية)